# Cecil Parker
Cecil Parker, pseudonimo di Cecil Schwabe (Hastings, 3 settembre 1897 – Brighton, 20 aprile 1971), è stato un attore britannico.

## Biografia
Era il secondogenito dei sei figli di Charles August Schwabe, manager dell'Albany Hotel, di origine tedesca, e di Kate Parker, organista britannica.
Cecil Parker nacque nel Sussex e venne educato in Belgio. Dopo aver prestato servizio militare durante la prima guerra mondiale, nel 1922 iniziò la propria carriera artistica sui palcoscenici londinesi e nel 1928 passò direttamente dal teatro al cinema, comparendo per la prima volta sullo schermo in The Woman in White (1929) di Herbert Wilcox, nel momento di transizione dal muto al cinema sonoro in Inghilterra.
Durante gli anni trenta si affermò sugli schermi britannici in interpretazioni che sfruttavano essenzialmente il suo talento per la commedia brillante, come La sua ultima relazione (1936) e Patrizia e il dittatore (1937), ma Parker si fece particolarmente notare grazie a interpretazioni più complesse, come quella di Mr. Todhunter, il marito adultero de La signora scompare (1939) di Alfred Hitchcock. Recitò inoltre in due adattamenti di opere di Archibald Joseph Cronin, La cittadella (1938) e E le stelle stanno a guardare (1940).
Tra i film interpretati durante gli anni quaranta sono da ricordare Cesare e Cleopatra (1945) di Gabriel Pascal, in cui Parker vestì i panni di Britannus, Un grande amore di Paganini (1946), nella parte di Luigi Guglielmo Germi, amico del violinista, e il thriller in costume Il peccato di Lady Considine (1949), nel quale fu nuovamente diretto da Alfred Hitchcock. L'attore continuò altresì la propria carriera teatrale, comparendo con successo al West End nella stagione 1941-1942 in Spirito allegro di Noël Coward, nella parte di Charles Condomine, un ruolo che fu interpretato a Broadway da Clifton Webb e nella versione cinematografica del 1945 da Rex Harrison.
Durante gli anni cinquanta Parker apparve in alcune commedie umoristiche inglesi come Lo scandalo del vestito bianco (1951), Sposi in rodaggio (1954) e La signora omicidi (1955), continuando a proporre il proprio tipico personaggio di gentiluomo britannico, serio e flemmatico, dotato di un caratteristico tono di voce ruvido. In alcuni casi lavorò anche per produzioni americane, come ne Il giullare del re (1956), a fianco del comico Danny Kaye, e nell'elegante Indiscreto (1958), commedia di raffinata atmosfera da salotto, in cui interpretò il ruolo dell'impeccabile diplomatico Alfred Munson, accanto a Cary Grant, Ingrid Bergman e Phyllis Calvert. Come attore radiofonico interpretò inoltre il ruolo del dottor Morelle in una serie della BBC, A Case for Dr. Morelle (1957).
Parker rimase assai attivo anche negli anni sessanta, partecipando a serie televisive come Alfred Hitchcock presenta (1961), Simon Templar (1967) e a un episodio di Agente speciale (1967) in cui interpretò un astuto e intrigante maggiordomo, dimostrando stile ed educazione anche alle prese con un personaggio di villain. Sul grande schermo fece ancora delle apparizioni in commedie come Lassù qualcuno mi attende (1963), Gli allegri ammutinati del Bounty (1963), e in produzioni in costume come Le avventure e gli amori di Moll Flanders (1965) e Lady L (1965). Le sue due ultime interpretazioni cinematografiche furono quelle di un inappuntabile ambasciatore in The Magnificent Two (1967), e di Sir John nella commedia satirica Oh, che bella guerra! (1969), per la regia di Richard Attenborough, una feroce presa in giro delle follie della guerra.
Sposato dal 1927 con Muriel Ann Randall Brown, dalla quale ebbe un figlio, Cecil Parker morì il 20 aprile 1971, all'età di settantatré anni.

## Filmografia

### Cinema
- The Woman in White, regia di Herbert Wilcox (1929)
- The Golden Cage, regia di Ivar Cambell (1933)
- A Cuckoo in the Next, regia di Tom Walls (1933)
- Flat Number Three, regia di Leslie S. Hiscott (1934)
- The Silver Spoon, regia di George King (1934)
- Princess Charming, regia di Maurice Elvey (1934) (non accreditato)
- Nine Forty-Five, regia di George King (1934)
- Raffiche (Little Friend), regia di Berthold Viertel (1934)
- The Office Wife, regia di George King (1934) (cortometraggio)
- The Blue Squadron, regia di George King (1934)
- Lady in Danger, regia di Tom Walls (1934)
- Dirty Work, regia di Tom Walls (1934)
- Me and Marlborough, regia di Victor Saville (1935)
- Crime Unlimited, regia di Ralph Ince (1935)
- Il Presidente si diverte (The Guv'nor), regia di Milton Rosmer (1935) (non accreditato)
- Foreign Affaires, regia di Tom Walls (1935)
- La sua ultima relazione (Her Last Affaire), regia di Michael Powell (1936)
- Men of Yesterday, regia di John Baxter (1936)
- The Man Who Changed His Mind, regia di Robert Stevenson (1936) (non accreditato)
- Dishonour Bright, regia di Tom Walls (1936)
- Jack of All Trades, regia di Jack Hulbert e Robert Stevenson (1936)
- Le tre spie (Dark Journey), regia di Victor Saville (1937)
- Patrizia e il dittatore (Storm in a Teacup), regia di Victor Saville e Ian Dalrymple (1937)
- Housemaster, regia di Herbert Brenon (1938)
- La signora scompare (The Lady Vanishes), regia di Alfred Hitchcock (1938)
- La cittadella (The Citadel), regia di King Vidor (1938)
- Smoky Cell – film tv (1938)
- The Ringer – film tv (1938)
- Old Iron, regia di Tom Walls (1938)
- Little Ladyship – film tv (1939)
- Son of the Sea, regia di Maurice Elvey (1939)
- Under Your Hat, regia di Maurice Elvey (1940)
- E le stelle stanno a guardare (The Stars Look Down), regia di Carol Reed (1940)
- The Spider, regia di Maurice Elvey (1940)
- She Couldn't Say No, regia di Graham Cutts (1940)
- Two for Danger, regia di George King (1940)
- The Saint's Vacation, regia di Leslie Fenton (1941)
- Dangerous Moonlight, regia di Brian Desmond Hurst (1941)
- Ships with Wings, regia di Sergei Nolbandov (1941)
- Cesare e Cleopatra (Caesar and Cleopatra), regia di Gabriel Pascal (1945)
- Un grande amore di Paganini (The Magic Bow), regia di Bernard Knowles (1946)
- Vendetta (Hungry Hill), regia di Brian Desmond Hurst (1947)
- Il capitano Boycott (Captain Boycott), regia di Frank Launder (1947)
- The Woman in the Hall, regia di Jack Lee (1947)
- L'impossibile desiderio (The First Gentleman), regia di Alberto Cavalcanti (1948)
- The Weaker Sex, regia di Roy Ward Baker (1948)
- Passioni (Quartet), regia di Ken Annakin (1948)
- Dear Mr. Prohack, regia di Thornton Freeland (1949)
- Il peccato di Lady Considine (Under Capricorn), regia di Alfred Hitchcock (1949)
- The Chiltern Hundreds, regia di John Paddy Carstairs (1949)
- Tony Draws a Horse, regia di John Paddy Carstairs (1950)
- Lo scandalo del vestito bianco (The Man in the White Suit), regia di Alexander Mackendrick (1951)
- Stupenda conquista (The Magic Box), regia di John Boulting (1951)
- His Excellency, regia di Robert Hamer (1952)
- I Believe in You, regia di Basil Dearden e Michael Relph (1952)
- Padre Brown, uno strano detective (Father Brown), regia di Robert Hamer (1954)
- Sposi in rodaggio (For Better, for Worse), regia di J. Lee Thompson (1954)
- Sette mogli per un marito (The Constant Husband), regia di Sidney Gilliat (1955)
- La signora omicidi (The Ladykillers), regia di Alexander Mackendrick (1955)
- Il giullare del re (The Court Jester), regia di Melvin Frank e Norman Panama (1955)
- 23 passi dal delitto (23 Paces to Baker Street), regia di Henry Hathaway (1956)
- È meraviglioso essere giovani (It's Great to Be Young), regia di Cyril Frankel (1956)
- True as a Turtle, regia di Wendy Toye (1957)
- L'incomparabile Crichton (The Admirable Crichton), regia di Lewis Gilbert (1957)
- Verso la città del terrore (A Tale of Two Cities), regia di Ralph Thomas (1958)
- Happy Is the Bride, regia di Roy Boulting (1958)
- Indiscreto (Indiscreet), regia di Stanley Donen (1958)
- La battaglia segreta di Montgomery (I Was Monty's Double), regia di John Guillermin (1958)
- The Navy Lark, regia di Gordon Parry (1959)
- I giganti del mare (The Wreck of the Mary Deare), regia di Michael Anderson (1959)
- Sotto dieci bandiere, regia di Duilio Coletti (1960)
- Follow That Horse!, regia di Alan Bromly (1960)
- La ragazza dello scandalo (A French Mistress), regia di Roy Boulting (1960)
- Robinson nell'isola dei corsari (Swiss Family Robinson), regia di Ken Annakin (1960)
- The Pure Hell of St. Trinian’s, regia di Frank Launder (1960)
- The Night We Dropped a Clanger, regia di Darcy Conyers (1961)
- A 077, dalla Francia senza amore (On the Fiddle), regia di Cyril Frankel (1961)
- Petticoat Pirates, regia di David MacDonald (1961)
- L'uomo che vinse la morte (The Brain), regia di Freddie Francis (1962)
- Gli ospiti di mia moglie (The Amorous Prawn), regia di Anthony Kimmins (1962)
- Lassù qualcuno mi attende (Heavens Above!), regia di John Boulting e Roy Boulting (1963)
- La vergine di ferro (The Iron Maiden), regia di Gerald Thomas (1963)
- Gli allegri ammutinati del Bounty (Carry On Jack), regia di Gerald Thomas (1963)
- The Comedy Man, regia di Alvin Rakoff (1964)
- Cannoni a Batasi (Guns at Batasi), regia di John Guillermin (1964)
- Le avventure e gli amori di Moll Flanders (The Amorous Adventures of Moll Flanders), regia di Terence Young (1965)
- Sherlock Holmes: notti di terrore (A Study in Terror), regia di James Hill (1965)
- Lady L, regia di Peter Ustinov (1965)
- M5 codice diamanti (A Man Could Get Killed), regia di Ronald Neame e Cliff Owen (1966)
- Il lungo coltello di Londra (Circus of Fear), regia di John Llewelleyn Moxes (1966)
- The Magnificent Two, regia di Cliff Owen (1967)
- Oh, che bella guerra! (Oh! What a Lovely War), regia di Richard Attenborough (1969)

### Televisione
- Robert Montgomery Presents – serie TV, 1 episodio (1950)
- Studio One – serie TV, 2 episodi (1950-1953)
- Rendezvous – serie TV, 1 episodio (1959)
- The DuPont Show of the Month – serie TV, 1 episodio (1959)
- Citizen James – serie TV, 1 episodio (1960)
- The Aquanauts – serie TV, 1 episodio (1961)
- Alfred Hitchcock presenta (Alfred Hitchcock Presents) – serie TV, 1 episodio (1961)
- Make Room for Daddy – serie TV, 1 episodio (1962)
- Zero One – serie TV, 1 episodio (1964)
- Le spie (I Spy) – serie TV, episodio 2x20 (1967)
- Il Santo (The Saint) – serie TV, episodio 5x24 (1967)
- Agente speciale (The Avengers) – serie TV, 1 episodio (1967)
- Sherlock Holmes – serie TV, 1 episodio (1968)

## Doppiatori italiani
- Amilcare Pettinelli in La signora omicidi, Il giullare del re, 23 passi dal delitto
- Mario Besesti in Patrizia e il dittatore
- Giorgio Capecchi in L'incomparabile Crichton
- Augusto Marcacci in Indiscreto
- Antonio Guidi in Il peccato di Lady Considine (ridoppiaggio)
- Paolo Lombardi in Il lungo coltello di Londra (ridoppiaggio)